# Резекне (район)
Резекне (на латвийски: Rēzeknes rajons) е район в източната част на Латвия. Административен център е град Резекне. Населението на района е 41 662 души, а територията е 2809 km2. Районът граничи с Балви на север, Мадона на северозапад, Преили на югозапад, Лудза на изток и Краслава на юг.

## Населени места
| - Аудриню - Верему - Виляни (град) - Виляни (епархия) - Берзгалес - Декшару - Дрицану - Феиманю - Гаигалавас - Гришкану - Илзескална - Кантиниеку - Каунатас - Ленджу - Лузнавас |  | - Малтас - Маконкална - Наутрену - Наглю - Озолайнес - Озолмуижас - Пушас - Рикавас - Сакстагала - Силмалас - Соколку - Столеровас - Стружани - Феиманю - Чорнаяс |